# Maja Wladimirowna Kristalinskaja
Maja Wladimirowna Kristalinskaja (russisch Майя Владимировна Кристалинская; * 24. Februar 1932 in Moskau; † 19. Juni 1985 ebenda) war eine sowjetische Popsängerin.

## Leben

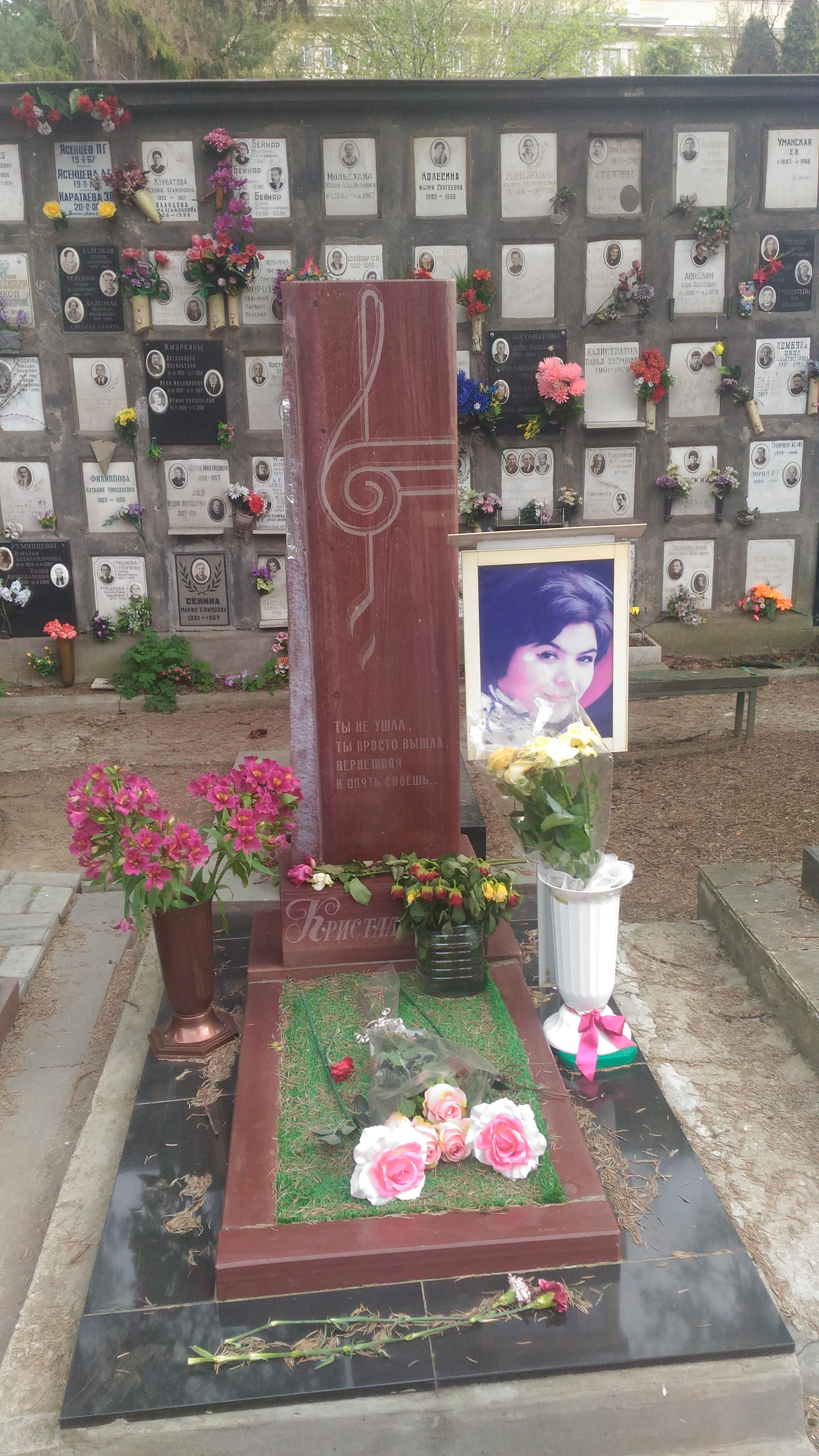
Grabstätte auf dem Donskoi-Friedhof in Moskau.

Sie wurde 1932 in Moskau als Tochter einer russisch jüdischen Familie geboren. Nach dem Abitur im Jahre 1950 schrieb sie sich beim Moskauer Luftfahrtinstitut ein und wirkte bei Laienaufführungen mit.
1957 wurde sie Siegerin beim internationalen Festival der Schüler und Studenten.
1960 nahm sie einen Song für den Film "Durst" auf und wurde kurze Zeit später in den gesamten Sowjetunion bekannt. 
Maja Kristalinskaja war 1966 die erste Interpretin des legendären Songs Neschnost (Zärtlichkeit), der von vielen Stars gecovert wurde. Im gleichen Jahr wurde sie von den sowjetischen Fernsehzuschauern zur besten Sängerin des Jahres gewählt. 1974 wurde sie als Verdienter Künstler der RSFSR ausgezeichnet. 
Maja Kristalinskaja liebte das Kino, ihre Lieblingsschauspielerin war Marlene Dietrich. Deren Buch Nehmt nur mein Leben …: Reflexionen übersetzte sie ins Russische, das Buch erschien erst nach Kristalinskajas Tod. 
1985 starb sie in Moskau an einer schweren Krankheit und wurde dort beerdigt.

## Tonträger
Swjosdy Sowetskoj Estrady (Stars der sowjetischen Estrada): Maja Kristalinskaja. Bomba Music, 2009.